# East Hampton (Connecticut)
East Hampton é uma cidade  localizada no estado americano de Connecticut, no Condado de Middlesex.

## Demografia
Segundo o censo americano de 2000, a sua população era de 13.352 habitantes.

## Geografia
De acordo com o United States Census Bureau tem uma área de
95,4 km², dos quais 92,2 km² cobertos por terra e 3,2 km² cobertos por água.

## Localidades na vizinhança
O diagrama seguinte representa as localidades num raio de 16 km ao redor de East Hampton.